# Ry Tanindraza nay malala ô
Ry Tanindraza nay malala ô este imnul național al statului Madagascar. Versurile au fost scrise de Norbert Raharisoa, iar muzica de Rahajason.